# 挙母市警察
挙母市警察（ころもしけいさつ）は、かつて存在した愛知県挙母市（現豊田市）の自治体警察。

## 概要
従来の愛知県警察部が解体され、警察部に属していた旧挙母警察署に代わって、1948年（昭和23年）3月7日に挙母市域を管轄する挙母市警察が設置された。
1954年（昭和29年）に新警察法が施行された。これにより国家地方警察と自治体警察は姿を消し、新たに都道府県警察として愛知県警察が発足。挙母市警察も愛知県警察に統合。国家地方警察西加茂地区警察署の管轄地を含めたかたちで愛知県挙母警察署が発足した。

## 警察署
- 挙母市警察署